# 白色革命

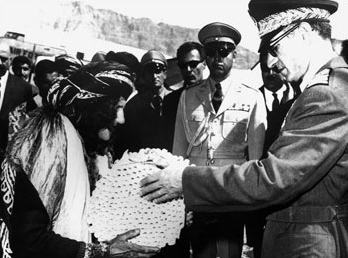
右のサングラスの人物が国王パフラヴィー2世（日本での通称・パーレビ国王）

白色革命（はくしょくかくめい、英: White Revolution、波: انقلاب سفید）は、イランの第2代国王（シャーハンシャー）モハンマド・レザー・パフラヴィー（パフラヴィー2世）が、1963年にイランの近代化、西欧化を提唱して発動した広範囲にわたる改革の総称である。白色革命は上（つまり王の命令）からの革命を意味するが、その強引な手法は、旧来の伝統を色濃く残していた当時のイラン社会に大混乱をもたらした。

## 概要
国王パフラヴィーは、米国民主党ケネディ政権による継続的なイランに対する改革要求により、上からの近代化による経済成長を計画。米国の支援のもと、農地改革を実施して農民の不満解消に努めると共に、工業化、労働者の待遇改善、女性参政権、教育の向上などの西欧化を推進した。また、イラン国内の資本と支持基盤を地方の地主層から中央のブルジョワジーに移し、近代的な産業社会の現出を試みた。
また、国家の西欧化や、イスラームといった宗教よりもアーリア人に起源をもとめる西洋的ナショナリズムを改革の柱とするなど、世俗的な政策を実施する一方、石油歳入にからんだ利益供与や協調組合制度の導入にも尽力、自らの権力を確固たるものにしようとした。それら1974年に起きたオイルショック後の急速な原油価格の値上げで得た収入をこれらの政策に注ぎ込んだ。
しかし、産業基盤の実情を計算に入れず工業化などの近代化政策ばかり先行したため、外国から商品を輸入したはいいが港の荷揚げ設備の不備で船は長い間待機させられた。インフレも急ピッチで進み、庶民を苦しめ失業者が増大し、貧富の格差が増大した。大規模な汚職も横行し、オイルダラーを狙った商社から王室周辺や政府高官へ賄賂攻勢が行われた。文盲率の高かった当時のイランはそもそも近代化の基礎構造を欠いていて、改革の恩恵は一部の市民にとどまった。石油価格の暴騰で政府には金が有り余り、投資ばかりが先行した。こうした状況で国王はイラン軍の整備を進め、米国から大量の兵器を購入する。
そしてオイルショック後の急速な原油価格の安定化もあり、1970年代後半に入ると白色革命は破綻した。それに伴い国民の間での経済格差が急速に拡大し、政治への不満も高まりを見せ、国王の求心力も急激に低下した。貧富の差が増大し、革命の影響は上流中産階級と下層階級との対立、特にリベラルなテクノクラートと厳格で保守的なシーア派宗教指導者との対立を激化させ、これが後に起こるイラン革命の下地となった。
なお、シーア派の宗教学者でありイラン革命の指導者となるホメイニーは、これら一連の諸改革自体には直接反対しなかったものの、これら諸改革に潜むその国王独裁的な性格を熾烈に非難し、結果逮捕され、国外追放を余儀なくされている。

## 改革の成果
- 国民の識字率の向上 - モハンマド・レザーの即位前は国民の文盲率は95%だったが退位後は50%まで減少した。
- 農地改革 - 国土の60%を埋める荒野を外国から技師を招いて緑化しようとした。また、大地主の土地を買い上げて農民に分け与えたが、農民たちは灌漑に必要な資力を持っていなかったため有効に活用できず、やむなく都市部に流れ込みスラムを形成した。そのため、農業生産高はかえって減少し、食糧は輸入するようになった。
- 教育の振興 - 富裕層の子弟に海外留学を勧めたが、その一部は留学先で反王制派になった。
- 世俗化 - 女性に選挙権、被選挙権を認めヒジャーブ着用を禁止し、一夫一妻制を導入したことから、宗教学者層を中心に非難された。